# Pholidoteuthis adami
Pholidoteuthis adami är en bläckfiskart som beskrevs av Voss 1956. Pholidoteuthis adami ingår i släktet Pholidoteuthis och familjen Lepidoteuthidae. Inga underarter finns listade i Catalogue of Life.